# Algarve Cup
A Algarve Cup  é um torneio mundial de futebol feminino
que se disputa anualmente no Algarve, em Portugal, desde 1994.

Participam 12 seleções nacionais de futebol feminino, convidadas pela Federação Portuguesa de Futebol.
A maior vencedora deste torneio são os Estados Unidos da América com 10 títulos conquistados.

## Formato
As 12 equipas convidadas formam 3 grupos.

## Seleções vencedoras
| Ano  | Vencedor                                                                                    |
| ---- | ------------------------------------------------------------------------------------------- |
| 1994 | Noruega                                                                                     |
| 1995 | Suécia                                                                                      |
| 1996 | Noruega                                                                                     |
| 1997 | Noruega                                                                                     |
| 1998 | Noruega                                                                                     |
| 1999 | China                                                                                       |
| 2000 | Estados Unidos                                                                              |
| 2001 | Suécia                                                                                      |
| 2002 | China                                                                                       |
| 2003 | Estados Unidos                                                                              |
| 2004 | Estados Unidos                                                                              |
| 2005 | Estados Unidos                                                                              |
| 2006 | Alemanha                                                                                    |
| 2007 | Estados Unidos                                                                              |
| 2008 | Estados Unidos                                                                              |
| 2009 | Suécia                                                                                      |
| 2010 | Estados Unidos                                                                              |
| 2011 | Estados Unidos                                                                              |
| 2012 | Alemanha                                                                                    |
| 2013 | Estados Unidos                                                                              |
| 2014 | Alemanha                                                                                    |
| 2015 | Estados Unidos                                                                              |
| 2016 | Canadá                                                                                      |
| 2017 | Espanha                                                                                     |
| 2018 | Suécia Países Baixos (final não realizada devido as chuvas, declarado as duas como campeãs) |
| 2019 | Noruega                                                                                     |
| 2020 | Alemanha                                                                                    |
| 2022 | Suécia                                                                                      |

## Número de vitórias
| Número de vitórias | Seleção vencedora |
| ------------------ | ----------------- |
| 10                 | Estados Unidos    |
| 5                  | Noruega           |
| 5                  | Suécia            |
| 4                  | Alemanha          |
| 2                  | China             |
| 1                  | Canadá            |
| 1                  | Espanha           |
| 1                  | Países Baixos     |